# Josep Garriga-Nogués i Roig
Josep Garriga-Nogués i Roig, nascut Josep Garriga i Roig, I marquès de Cabanes (Barcelona, 1877 - Barcelona, 6 de març de 1935) va ser un banquer i dirigent esportiu català.

## Biografia
Josep Garriga-Nogués era membre d'una important família de comerciants, empresaris i banquers. El seu pare, Pere Garriga i Nogués, havia fundat en 1886 a Barcelona la banca Garriga Nogués i Nebot, S.R.C., al costat de Rupert Garriga i Miranda, fill del seu germà Manuel.
Josep Garriga-Nogués va començar a treballar al banc familiar en 1892. Després de la mort del pare, va mantenir l'associació amb el seu cosí Rupert Garriga, i en 1901 tots dos van crear el banc de valors Garriga Nogués Sobrinos, S. en C., de què fou gerent. Es casà amb Pilar Garriga-Nogués i Coll, filla del seu cosí i soci Rupert. El seu fill, Josep Garriga-Nogués i Garriga-Nogués va continuar al capdavant del banc familiar, que va transformar en la societat anònima Banc Garriga Nogués en 1947.
Va ser un dels banquers barcelonins més prestigiosos de principis del segle xx, com demostren els múltiples càrrecs de responsabilitat pels quals va ser triat. Va ser soci fundador i primer president de l'Associació del Mercat Lliure de Valors, de 1915 a 1918. Va ser també president de l'Associació de Banquers de Barcelona des de 1911 fins a 1931, i posteriorment president d'honor fins a la seva mort. De 1915 a 1919 va ocupar la presidència i gerència del Sindicat de Banquers de Barcelona, SA (Sindibank), una entitat bancària impulsada per la citada Associació de Banquers de Barcelona. Va ser vicepresident en la Cambra de Comerç de Barcelona i en el Comitè Central de la Banca Espanyola, així com vocal en el consell d'Aigües de Barcelona. En 1922 el rei Alfons XIII li va concedir el títol de marquès de Cabanes.

### En l'esport
Josep Garriga-Nogués i Roig va ser un gran aficionat a la pràctica del tennis, i fou membre del Lawn-Tennis Club Turó. Va ser president del club de 1923 a 1924. Abans, de 1916 a 1920, va presidir la Federació Catalana de Tennis, en aquells dies anomenada Associació de Lawn Tennis de Catalunya. En el seu honor el Reial Club Turó va crear el Trofeu Marquès de Cabanes.

## Obres
- La banca: su historia, sus problemas (1929)